# Primera División de España 1970-71
La temporada 1970-71 de la Primera División de España de fútbol corresponde a la 40.ª edición del campeonato. Se disputó entre el 12 de septiembre de 1970 y el 18 de abril de 1971.
El Valencia CF, dirigido por el hispano-argentino Alfredo Di Stéfano, se proclamó campeón por cuarta vez en su historia y se clasificó por vez primera para disputar la Copa de Europa. Los valencianos no lograban el trofeo desde hacía 24 años y tardarían otros 31 en volverlo a levantar. Con el triunfo del equipo valenciano, además, se rompió una racha de diez títulos consecutivos ganados por equipos madrileños (dos para el Atlético y ocho el Real Madrid).

## Clubes participantes y estadios
Tomaron parte en la competición 16 equipos.
| Equipo                       | Ciudad                   | Estadio               |
| ---------------------------- | ------------------------ | --------------------- |
| Athletic Club                | Bilbao                   | San Mamés             |
| Club Atlético de Madrid      | Madrid                   | Manzanares            |
| Club de Fútbol Barcelona     | Barcelona                | Camp Nou              |
| Real Club Celta de Vigo      | Vigo                     | Balaídos              |
| Elche Club de Fútbol         | Elche                    | Altabix               |
| Real Club Deportivo Español  | Barcelona                | Sarriá                |
| Granada Club de Fútbol       | Granada                  | Los Cármenes          |
| Unión Deportiva Las Palmas   | Las Palmas de G. Canaria | Insular               |
| Club Deportivo Málaga        | Málaga                   | La Rosaleda           |
| Real Sporting de Gijón       | Gijón                    | El Molinón            |
| Real Madrid Club de Fútbol   | Madrid                   | Santiago Bernabéu     |
| Real Sociedad de Fútbol      | San Sebastián            | Atocha                |
| Centro de Deportes Sabadell  | Sabadell                 | Nova Creu Alta        |
| Sevilla Club de Fútbol       | Sevilla                  | Ramón Sánchez Pizjuán |
| Valencia Club de Fútbol      | Valencia                 | Luis Casanova         |
| Real Zaragoza Club Deportivo | Zaragoza                 | La Romareda           |

## Sistema de competición
La Primera División de España 1970/71 fue organizada por la Real Federación Española de Fútbol. Como en temporadas precedentes, constaba de un solo grupo integrado por 16 clubes de toda la geografía española. Siguiendo un sistema de liga, los 16 equipos se enfrentaron todos contra todos en dos ocasiones -una en campo propio y otra en campo contrario- sumando un total de 30 jornadas. El orden de los encuentros se decidió por sorteo antes de empezar la competición.
La clasificación final se estableció con arreglo a los puntos obtenidos en cada enfrentamiento, a razón de dos por partido ganado, uno por empatado y ninguno en caso de derrota. Los mecanismos para desempatar la clasificación, si al finalizar el campeonato dos equipos igualaban a puntos, fueron los siguientes:
1. El que tuviera una mayor diferencia en el goal average o promedio de goles (cociente entre goles a favor y en contra) en los enfrentamientos entre ambos.
2. Si persiste el empate, el que tuviera el mayor goal average en todos los encuentros del campeonato.

### Efectos de la clasificación
El equipo que más puntos sumó al final del campeonato fue proclamado campeón de liga y obtuvo el derecho automático a participar en la siguiente edición de la Copa de Europa. 
La principal novedad fue la puesta en marcha una nueva competición continental, la Copa de la UEFA, reemplazando a la Copa de Ferias, para la temporada 1971/72. Para este nuevo torneo obtuvieron plaza los cuatro equipos españoles mejor calificados en la liga, al margen de los clasificados para disputar la Copa de Europa (esto es, el campeón de Liga) y la Recopa de Europa (el campeón de la Copa).
Debido a la ampliación de la Primera División de 16 a 18 participantes para la siguiente temporada, este año sólo los dos últimos clasificados descendieron a Segunda División, de la que ascendieron cuatro equipos.

### Novedades arbitrales
A partir de mediados de enero de 1971 se instituyó el uso de las tarjetas blanca (no pasaría a ser amarilla hasta 1976) y roja para sancionar las faltas graves en los partidos de fútbol. El primer jugador amonestado en Primera mediante la tarjeta blanca fue Enrique Castro (Quini), del Sporting de Gijón.

## Clasificación
| Pos. | Equipo               | Pts. | PJ | G  | E  | P  | GF | GC | Dif. | Clasificación                   |
| ---- | -------------------- | ---- | -- | -- | -- | -- | -- | -- | ---- | ------------------------------- |
| 1    | Valencia C. F. (C)   | 43   | 30 | 18 | 7  | 5  | 41 | 19 | +22  | Clasifica a la Copa de Europa   |
| 2    | C. F. Barcelona      | 43   | 30 | 19 | 5  | 6  | 50 | 22 | +28  | Clasifica a la Recopa de Europa |
| 3    | Atlético de Madrid   | 42   | 30 | 17 | 8  | 5  | 51 | 20 | +31  | Clasifica a la Copa de la UEFA  |
| 4    | Real Madrid C. F.    | 41   | 30 | 17 | 7  | 6  | 46 | 24 | +22  | Clasifica a la Copa de la UEFA  |
| 5    | Atlético de Bilbao   | 35   | 30 | 14 | 7  | 9  | 40 | 31 | +9   | Clasifica a la Copa de la UEFA  |
| 6    | R. C. Celta de Vigo  | 35   | 30 | 15 | 5  | 10 | 37 | 32 | +5   | Clasifica a la Copa de la UEFA  |
| 7    | Sevilla C. F.        | 32   | 30 | 13 | 6  | 11 | 34 | 42 | −8   |                                 |
| 8    | Real Sociedad        | 29   | 30 | 10 | 9  | 11 | 23 | 27 | −4   |                                 |
| 9    | C. D. Málaga         | 28   | 30 | 8  | 12 | 10 | 27 | 32 | −5   |                                 |
| 10   | Granada C. F.        | 28   | 30 | 10 | 8  | 12 | 33 | 34 | −1   |                                 |
| 11   | R. C. D. Espanyol    | 25   | 30 | 8  | 9  | 13 | 18 | 25 | −7   |                                 |
| 12   | Real Gijón           | 25   | 30 | 10 | 5  | 15 | 35 | 44 | −9   |                                 |
| 13   | C. D. Sabadell C. F. | 21   | 30 | 8  | 5  | 17 | 28 | 49 | −21  |                                 |
| 14   | U. D. Las Palmas     | 20   | 30 | 5  | 10 | 15 | 33 | 42 | −9   |                                 |
| 15   | Elche C. F. (D)      | 18   | 30 | 4  | 10 | 16 | 25 | 46 | −21  | Descenso a Segunda División     |
| 16   | Real Zaragoza (D)    | 15   | 30 | 3  | 9  | 18 | 22 | 54 | −32  | Descenso a Segunda División     |

 Fuente: BDFutbol
Criterios de clasificación: Puntos · Diferencia de goles · Goles a favor · Play-off

### Evolución de la clasificación
| Equipo / Jornada   | 01 | 02 | 03 | 04 | 05 | 06 | 07 | 08 | 09 | 10 | 11 | 12 | 13 | 14 | 15 | 16 | 17 | 18 | 19 | 20 | 21 | 22 | 23 | 24 | 25 | 26 | 27 | 28 | 29 | 30 |
| ------------------ | -- | -- | -- | -- | -- | -- | -- | -- | -- | -- | -- | -- | -- | -- | -- | -- | -- | -- | -- | -- | -- | -- | -- | -- | -- | -- | -- | -- | -- | -- |
| Valencia CF        | 15 | 7  | 11 | 10 | 8  | 6  | 4  | 4  | 3  | 3  | 3  | 3  | 3  | 3  | 3  | 2  | 2  | 3  | 1  | 1  | 1  | 1  | 1  | 2  | 1  | 1  | 1  | 1  | 1  | 1  |
| CF Barcelona       | 5  | 2  | 3  | 3  | 3  | 2  | 1  | 2  | 1  | 1  | 2  | 1  | 1  | 2  | 1  | 3  | 1  | 1  | 2  | 3  | 3  | 4  | 4  | 4  | 4  | 3  | 3  | 3  | 2  | 2  |
| Atlético de Madrid | 6  | 3  | 2  | 1  | 1  | 1  | 2  | 1  | 2  | 2  | 1  | 2  | 2  | 1  | 2  | 1  | 3  | 2  | 3  | 2  | 2  | 2  | 2  | 1  | 2  | 2  | 2  | 2  | 3  | 3  |
| Real Madrid        | 1  | 9  | 5  | 5  | 5  | 4  | 5  | 7  | 8  | 6  | 4  | 5  | 4  | 4  | 4  | 4  | 4  | 5  | 5  | 5  | 5  | 5  | 3  | 3  | 3  | 4  | 4  | 4  | 4  | 4  |
| Athletic Club      | 4  | 12 | 12 | 7  | 9  | 7  | 9  | 6  | 4  | 5  | 8  | 6  | 8  | 6  | 6  | 5  | 5  | 4  | 4  | 4  | 4  | 3  | 5  | 5  | 6  | 6  | 5  | 6  | 6  | 5  |
| Celta de Vigo      | 2  | 8  | 8  | 12 | 7  | 8  | 7  | 5  | 6  | 4  | 7  | 4  | 7  | 5  | 5  | 7  | 6  | 7  | 6  | 8  | 7  | 6  | 7  | 6  | 5  | 5  | 6  | 5  | 5  | 6  |
| Sevilla CF         | 3  | 1  | 1  | 2  | 2  | 3  | 3  | 3  | 5  | 8  | 6  | 8  | 6  | 8  | 7  | 6  | 8  | 8  | 7  | 6  | 6  | 7  | 6  | 7  | 7  | 7  | 7  | 7  | 7  | 7  |
| Real Sociedad      | 10 | 4  | 4  | 4  | 4  | 5  | 8  | 9  | 7  | 7  | 5  | 7  | 5  | 7  | 8  | 8  | 7  | 6  | 8  | 7  | 8  | 8  | 8  | 8  | 8  | 9  | 9  | 9  | 9  | 8  |
| CD Málaga          | 12 | 6  | 10 | 6  | 6  | 10 | 10 | 10 | 10 | 10 | 11 | 11 | 12 | 14 | 14 | 11 | 11 | 11 | 10 | 10 | 10 | 10 | 11 | 10 | 9  | 8  | 8  | 8  | 8  | 9  |
| Granada CF         | 8  | 5  | 9  | 8  | 10 | 9  | 6  | 8  | 9  | 9  | 9  | 9  | 9  | 9  | 9  | 9  | 9  | 9  | 9  | 9  | 9  | 9  | 9  | 9  | 10 | 10 | 10 | 10 | 10 | 10 |
| RCD Español        | 14 | 16 | 15 | 13 | 11 | 11 | 12 | 15 | 14 | 15 | 14 | 14 | 10 | 12 | 11 | 12 | 12 | 12 | 12 | 11 | 13 | 14 | 12 | 12 | 13 | 13 | 11 | 11 | 12 | 11 |
| Sporting de Gijón  | 16 | 10 | 14 | 15 | 15 | 16 | 15 | 12 | 15 | 12 | 10 | 10 | 11 | 13 | 10 | 10 | 10 | 10 | 11 | 12 | 14 | 11 | 13 | 11 | 11 | 11 | 12 | 12 | 11 | 12 |
| CD Sabadell        | 13 | 11 | 7  | 11 | 14 | 14 | 11 | 14 | 13 | 11 | 12 | 12 | 14 | 11 | 13 | 14 | 13 | 13 | 13 | 13 | 11 | 12 | 10 | 13 | 12 | 12 | 13 | 13 | 13 | 13 |
| UD Las Palmas      | 7  | 15 | 13 | 14 | 12 | 12 | 14 | 11 | 11 | 13 | 13 | 13 | 15 | 10 | 12 | 13 | 14 | 14 | 14 | 14 | 12 | 13 | 14 | 14 | 14 | 14 | 14 | 14 | 14 | 14 |
| Elche CF           | 9  | 13 | 6  | 9  | 13 | 13 | 13 | 13 | 12 | 14 | 15 | 15 | 13 | 15 | 16 | 16 | 16 | 16 | 15 | 15 | 15 | 16 | 15 | 15 | 15 | 15 | 15 | 15 | 15 | 15 |
| Real Zaragoza      | 11 | 14 | 16 | 16 | 16 | 15 | 16 | 16 | 16 | 16 | 16 | 16 | 16 | 16 | 15 | 15 | 15 | 15 | 16 | 16 | 16 | 15 | 16 | 16 | 16 | 16 | 16 | 16 | 16 | 16 |

## Resultados
| Local \ Visitante   | ATH | ATM | BAR | CEL | ELC | ESP | GIJ | GRA | LAS | MAL | RMA | RSO | SAB | SEV | VAL | ZAR |
| ------------------- | --- | --- | --- | --- | --- | --- | --- | --- | --- | --- | --- | --- | --- | --- | --- | --- |
| Atlético de Bilbao  | —   | 1–0 | 1–1 | 2–0 | 2–0 | 2–0 | 3–0 | 3–0 | 1–0 | 2–1 | 0–1 | 1–1 | 1–0 | 1–0 | 0–0 | 3–0 |
| Atlético de Madrid  | 2–0 | —   | 1–1 | 3–1 | 3–1 | 3–0 | 2–0 | 3–0 | 2–1 | 2–1 | 2–2 | 1–0 | 4–1 | 4–1 | 3–0 | 3–0 |
| C. F. Barcelona     | 0–1 | 2–0 | —   | 2–1 | 0–0 | 3–0 | 2–0 | 2–1 | 2–0 | 1–0 | 0–1 | 4–0 | 4–1 | 5–2 | 0–2 | 5–2 |
| R. C. Celta de Vigo | 2–1 | 3–2 | 1–1 | —   | 3–0 | 1–0 | 2–0 | 2–0 | 1–0 | 0–0 | 2–0 | 0–0 | 1–0 | 2–0 | 1–0 | 2–0 |
| Elche C. F.         | 1–1 | 0–4 | 0–1 | 1–1 | —   | 1–1 | 5–0 | 1–1 | 2–0 | 1–1 | 0–1 | 1–2 | 0–0 | 1–0 | 1–3 | 2–1 |
| R. C. D. Español    | 1–0 | 0–0 | 0–1 | 0–1 | 2–0 | —   | 2–0 | 1–0 | 2–1 | 1–1 | 0–1 | 0–0 | 3–1 | 0–1 | 1–0 | 0–0 |
| Real Gijón          | 3–1 | 1–1 | 0–2 | 4–0 | 3–1 | 0–1 | —   | 3–2 | 2–0 | 3–0 | 0–1 | 2–0 | 3–2 | 4–0 | 0–1 | 1–1 |
| Granada C. F.       | 2–2 | 0–0 | 0–2 | 1–0 | 3–1 | 1–0 | 3–0 | —   | 1–0 | 1–1 | 2–0 | 2–0 | 3–1 | 0–0 | 2–2 | 3–0 |
| U. D. Las Palmas    | 1–1 | 1–1 | 3–2 | 1–2 | 2–2 | 0–0 | 1–2 | 2–0 | —   | 1–2 | 0–0 | 4–2 | 5–0 | 0–0 | 0–0 | 4–0 |
| C. D. Málaga        | 3–3 | 0–0 | 0–1 | 2–1 | 1–0 | 0–0 | 3–0 | 1–0 | 1–1 | —   | 0–2 | 0–0 | 1–0 | 1–1 | 0–1 | 1–0 |
| Real Madrid C. F.   | 1–2 | 1–0 | 0–1 | 4–0 | 1–1 | 1–0 | 1–1 | 3–2 | 4–2 | 2–2 | —   | 1–0 | 3–1 | 4–0 | 2–0 | 2–1 |
| Real Sociedad       | 2–1 | 0–1 | 1–0 | 1–3 | 2–0 | 1–0 | 3–1 | 1–1 | 1–0 | 1–2 | 0–0 | —   | 2–0 | 1–0 | 0–0 | 2–0 |
| C. D. Sabadell      | 1–0 | 0–2 | 2–1 | 3–2 | 1–0 | 0–0 | 2–1 | 0–1 | 0–0 | 5–2 | 1–1 | 0–0 | —   | 2–1 | 0–1 | 2–1 |
| Sevilla F. C.       | 3–2 | 1–1 | 0–1 | 2–1 | 2–1 | 1–0 | 1–1 | 1–0 | 3–1 | 1–0 | 3–1 | 1–0 | 1–0 | —   | 2–2 | 4–2 |
| Valencia C. F.      | 4–0 | 1–0 | 1–1 | 2–1 | 3–0 | 2–1 | 1–0 | 2–1 | 5–1 | 1–0 | 1–0 | 0–0 | 2–1 | 0–1 | —   | 2–0 |
| Real Zaragoza C. D. | 1–2 | 0–1 | 1–2 | 0–0 | 1–1 | 2–2 | 0–0 | 0–0 | 1–1 | 0–0 | 0–5 | 1–0 | 3–1 | 4–1 | 0–2 | —   |

## Máximos goleadores (Trofeo Pichichi)
José Eulogio Gárate ganó por tercer año consecutivo el Trofeo Pichichi y, como en las veces precedentes, tuvo que compartir el premio, en esta ocasión con Carles Rexach, quien logró el mejor registro goleador de su carrera. Esta temporada volvió a imponerse el fútbol defensivo, y el promedio goleador de los dos máximos artilleros (0,56 goles por partido) fue el tercero más bajo de la historia.
| #    | Jugador                       | Equipo             | Goles |
| ---- | ----------------------------- | ------------------ | ----- |
| 1.º  | José Eulogio Gárate           | Atlético de Madrid | 17    |
|      | Carles Rexach                 | FC Barcelona       | 17    |
| 3.º  | José Martínez, Pirri          | Real Madrid        | 13    |
|      | Enrique Castro, Quini         | Sporting de Gijón  | 13    |
|      | Bernardo Acosta               | Sevilla CF         | 13    |
| 6.º  | Javier Iruretagoyena, Irureta | Atlético de Madrid | 12    |
| 7.º  | Fidel Uriarte                 | Athletic Club      | 11    |
| 8.º  | Rafael de Diego               | CD Sabadell        | 9     |
|      | José María Lasa               | Granada CF         | 9     |
| 10.º | José Antonio Barrios          | Granada CF         | 8     |
|      | José Vicente Forment          | Valencia CF        | 8     |
|      | Juan Fernández, Juan          | RC Celta           | 8     |
|      | Vicente González, Vicente     | Granada CF         | 8     |